# 1994 en Bretagne
 Chronologie de la Bretagne
- 1990
- 1991
- 1992
- 1993
- 1994
- 1995
- 1996
- 1997
- 1998

Cette page recense des événements qui se sont produits durant l'année 1994 en Bretagne.

## Société

### Faits sociétaux
- 4 au 5 février : incendie du palais du Parlement de Bretagne à Rennes.

### Éducation
- Déménagement au centre-ville de Brest de la faculté de lettres et sciences sociales, baptisée Victor Segalen dans le « Paquebot », œuvre de l'architecte italien Massimiliano Fuksas[1].

### Naissance

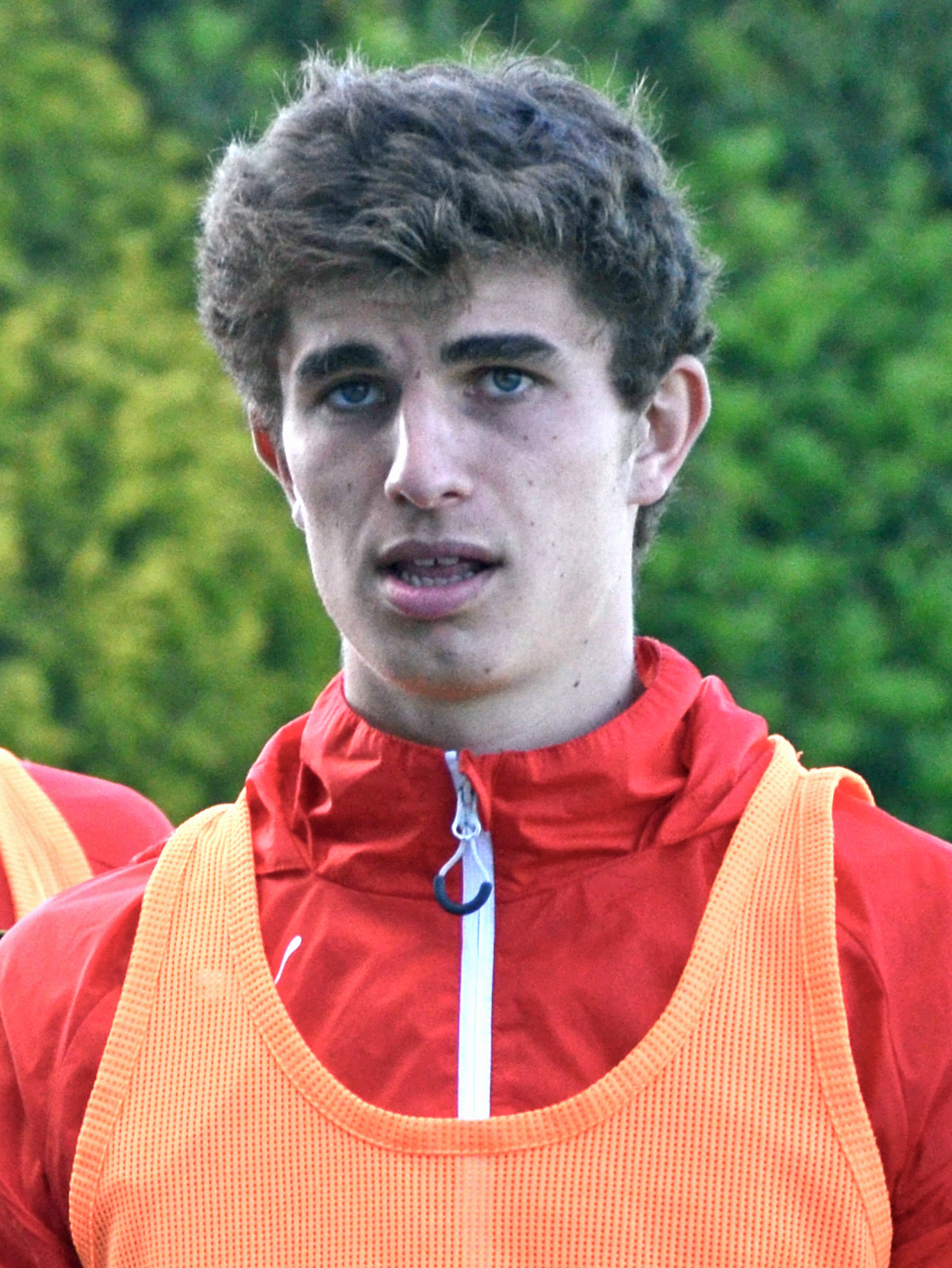
Pierre-Yves Hamel

- 3 février à Brest : Pierre-Yves Hamel, footballeur français. Il évolue au poste d'attaquant au FC Lorient.

- 31 mars à Brest : Gaëtan Cannizzo, joueur professionnel français de hockey sur glace. Il évolue au poste de défenseur avec les Albatros de Brest.

- 24 novembre à Brest : Marième Badiane, joueuse française de basket-ball.

## Culture

### Musique
Première édition du Festival Insolent à Quimper et Lorient.
- Novembre : sortie de l'album Héritage des Celtes de Dan Ar Braz et L'Héritage des Celtes.

## Infrastructures

### Constructions
- 12 juillet : le pont de l’Iroise est inauguré près de Brest.